# Sinzing
Sinzing je obec v německé spolkové zemi Bavorsko, ve vládním obvodu Horní Falc. Leží na levém břehu Dunaje jen několik kilometrů na jihozápad od Řezna. Je součástí řezenského zemského okresu.
První zmínka o obci je z roku 921. Za třicetileté války byly některé části obce víceméně zničeny. Mezi lety 1145 a 1966 fungoval u obce přívoz přes Dunaj a do roku 1485 ležel Sinzing na obchodní trase z Řezna do Norimberka.
Ve městě je zastávka Dunajské železnice a nedaleko obce je sjezd dálnice A3.

## Administrativní dělení
Obec se skládá z 24 částí:
| - Adlstein - Alling - Bergmatting - Bruckdorf - Dürnstetten - Eilsbrunn - Grafenried - Hardt | - Kleinprüfening - Kohlstadt - Mariaort - Minoritenhof - Oberalling - Reichenstetten - Riegling - Saxberg | - Schneckenbach - Sinzing - Thalhof - Unteralling - Viehhausen - Vogelsang - Waltenhofen - Zeiler |